# Markus Podehl
Markus Helmut Podehl (geb. 1978 in Boppard am Rhein) ist ein deutscher Architekt und Publizist. Er lehrt an der TU Darmstadt.

## Leben

### Ausbildung und Dissertation
Podehl studierte von 1997 bis 2001 Architektur bei Bernd Huckriede an der Brandenburgischen Technischen Universität Cottbus (BTU Cottbus). Vom März 1999 bis März 2000 war er als Mitarbeiter am Lehrstuhl für Wohn- und Sozialbauten tätig. Anschließend absolvierte er vom Mai 2000 bis Februar 2001 ein Praktikum bei dem Architekturbüro MVRDV Architecten in Rotterdam (NL). Anschließend studierte er, unterbrochen von einem Gaststudium an der EPF Lausanne im Studienjahr 2003/04, von 2001 bis 2004 Architektur an der Eidgenössischen Technischen Hochschule Zürich (ETH Zürich), wo er 2004 den Abschluss als Architekt mit dem Titel „Dipl. Arch. ETH“ machte. Seine Diplomarbeit schrieb er bei Hans Kollhoff.
Von 2004 bis 2005 hatte Podehl ein Anschubstipendium der ETH Zürich zur Promotion inne. Für seine geplante Dissertation unternahm er von Dezember 2004 bis September 2006 einen Forschungs- und Arbeitsaufenthalt in Kaliningrad und war von November 2005 bis Mai 2006 als Architekt bei NIKOR-PROEKT in Kaliningrad tätig. Von November 2004 bis Februar 2010 schrieb er an seiner Dissertation zur architektonischen und städtebaulichen Entwicklung Königsbergs/Kaliningrads am Institut für Geschichte und Theorie der Architektur der ETH Zürich bei Andreas Tönnesmann mit abschließender Promotion zum Doktor der Wissenschaften (Dr. sc. ETH Zürich). Seine Promotion wurde mit einem Stipendium der Studienstiftung des Deutschen Volkes gefördert.

### Praktische Tätigkeit
Vom September 2009 bis Mai 2012 war er als Architekt bei Max Dudler in Berlin und Frankfurt am Main tätig. Seit Mai 2012 arbeitet er an der TU Darmstadt im Fachbereich Architektur/Fachgebiet Entwerfen und industrielle Methoden der Hochbaukonstruktion als Wissenschaftlicher Mitarbeiter am Lehrstuhl von Jörg Springer; der Lehrstuhl wird derzeit (Stand: Februar 2016) von Armin Behles vertreten. Seit August 2012 ist Podehl als freiberuflicher Architekt im eigenen Architekturbüro tätig.

## Rezeption
Podehls Arbeiten zur Baugeschichte und Architektur Königsbergs/Kaliningrads wurden in der Wissenschaft, in der Forschung, im Kulturdialog und im Film rezipiert.

### Film
Podehl wirkte als Berater, Interviewpartner und Übersetzer/Dolmetscher an einem Dokumentarfilm über Kaliningrad mit, den der Dokumentarfilmer Hannes Gieseler, damals Student an der Hochschule Anhalt, 2006 mit einem Stipendium der Kunststiftung Sachsen-Anhalt realisierte. Gieseler erklärte, er habe sein Film-Thema gefunden, als er in Kaliningrad Podehl kennenlernte, der dort an seiner Promotion arbeitete: „Wir haben gemeinsam Leute interviewt, zum Beispiel Architekten oder Stadtplaner von damals.“ Gieselers Film, der sich mit der Architektur und Stadtstruktur Kaliningrads beschäftigte, entstand in seiner späteren Form in Zusammenarbeit mit Podehl.

### Tagungsteilnahmen
2013 hielt Podehl beim 6. Deutsch-Russischen Forum der Landsmannschaft Ostpreußen in Duisburg einen Vortrag zur Architekturgeschichte Königsbergs; der auch eine Präsentation von Fotos und Plänen aus der Nachkriegszeit enthielt. Podehls Vortrag fand bei den Teilnehmern „großes Interesse“. Podehl sei es erfolgreich gelungen, mit seinem Buch den „deutsch-russischen Dialog zu fördern“.
Im Oktober 2014 nahm Podehl gemeinsam mit dem Historiker Bert Hoppe (Berlin, Autor des Buches Auf den Trümmern von Königsberg) bei der internationalen Tagung Raumzeitlichkeit des Imperialen an einem Runden Tisch zum Thema „Raum-Zeit-Erfassen in wissenschaftlichen und weniger wissenschaftlichen Monographien zu Königsberg/Kaliningrad aus medialer Sicht“ teil. Die Tagung, bei der Ostpreußen Thema war, wurde von der Erfurter Raum/Zeit-Forschung der Philosophischen Fakultät der Universität Erfurt organisiert und fand in Erfurt und Gotha statt.

### Rezensionen
Michael Mackenzie von der DePauw University schrieb in der wissenschaftlichen Fachzeitschrift The Russian Review in englischer Sprache eine wissenschaftliche Rezension zu Podehls Dissertation. Mackenzie verweist dabei auf Podehls Ansatz, dem Leser zunächst einmal „dokumentarisches Material“ an die Hand zu geben: detaillierte Pläne für Gebäude für Stadtentwicklung und Stadtplanung, Planungsentwürfe, die teilweise ausgearbeitet wurden, ergänzt durch Podehl eigene Fotografien von noch vorhandenen Gebäuden. Podehls Studie sei außerdem eine detaillierte Organisationsgeschichte der Kaliningrader Funktionsträger, die von den sowjetischen Behörden mit dem Wiederaufbau der Stadt beauftragt gewesen seien. Funktionäre und „gesichtslose“ Bürokraten würden durch Podehls Studie zu individuellen Persönlichkeiten mit eigenen Erzählungen und Karrieren. Podehls Studie sei insbesondere für Wissenschaftler von Interesse, die sich für die „Architektur der Moderne in der Welt des Kommunismus“ interessierten.
In der vom Ostdeutschen Kulturrat herausgegebenen Zeitschrift Kulturpolitische Korrespondenz erschien in der Ausgabe 1335 vom 25. August 2013 unter dem Titel Vom „Kollektivismus“ zum Paroxysmus: Königsberger Architektur eine Rezension von Podehls Architektura Kaliningrada von Klaus Weigelt, einem der Träger der Königsberger Bürgermedaille. Podehl habe, so Weigelt, mit seinem Buch Architektura Kaliningrada „eine Architekturgeschichte vorgelegt, die es in dieser Form bisher nicht gegeben hat.“ Der Leser erhalte „ganz neue Erkenntnisse“ über die Neuplanung des Zentrums als „Akropolis der Moderne“ in dem ausführlichen Kapitel zu diesem Themenkomplex. Podehl habe „die Fülle des Materials facettenreich aufbereitet“.
Irina Belinzewa schrieb in der Academia 1, 2013, auf den Seiten 129–131 eine große Rezension über Podehls Architektura Kaliningrada in russischer Sprache. Das Studium der Architekturgeschichte der Stadt werde, Belinzewa zufolge, durch neue und kaum bekannte Materialien möglich, die Podehl präsentiere. Belinzewa betont, einer der Vorzüge von Podehls Untersuchung bestehe darin, dass Podehl die „Baugeschichte Königsbergs-Kaliningrads als besonderes Beispiel des allgemeineuropäischen und russischen Weges der Architekturentwicklung des 20. Jahrhunderts untersucht.“ M. Podehl leistete, so Belinzewa, eine „riesige Arbeit bei der Sammlung des kunstgeschichtlichen Materials.“ Weiters verweist Belinzewa darauf, dass „dem Umfang des erschienenen Buches vergleichbare Untersuchungen russischer Gelehrter zum vorliegenden Thema bisher fehlen“ […] Das Buch sei interessant, weil in ihm neue und wenig bekannte Materialien über den Nachkriegsbau Kaliningrads publiziert und analysiert und unerwartete Interpretationen bekannter Architekturobjekte der Stadt vorgestellt werden. Es sei anzunehmen, so Belinzowa abschließend, dass das Buch, das der architektur-planerischen Tätigkeit in Kaliningrad der 2. Hälfte des 20. Jahrhunderts gewidmet ist, „den Lesern die Orientierung in der Geschichte dieses nicht einfachen Ortes erleichtert“. […]

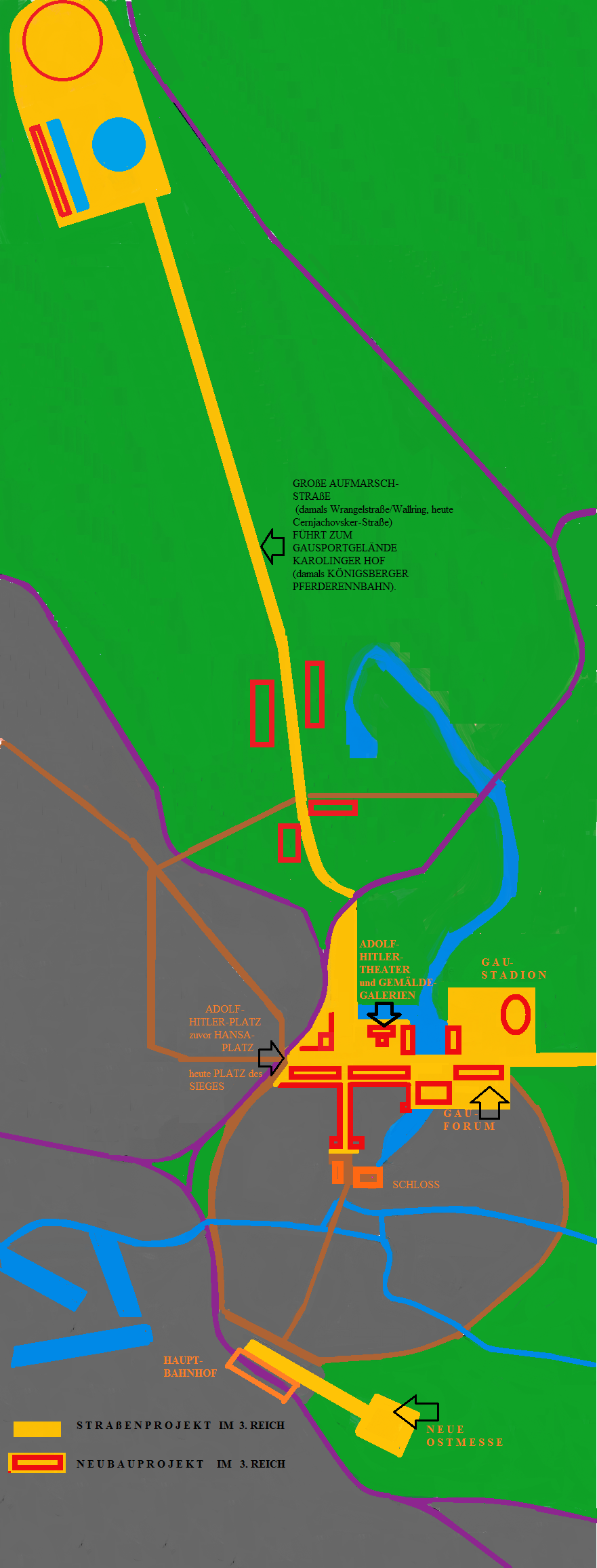
Königsberg, Stadtplanung 1941, „Die neue Stadtmitte“.
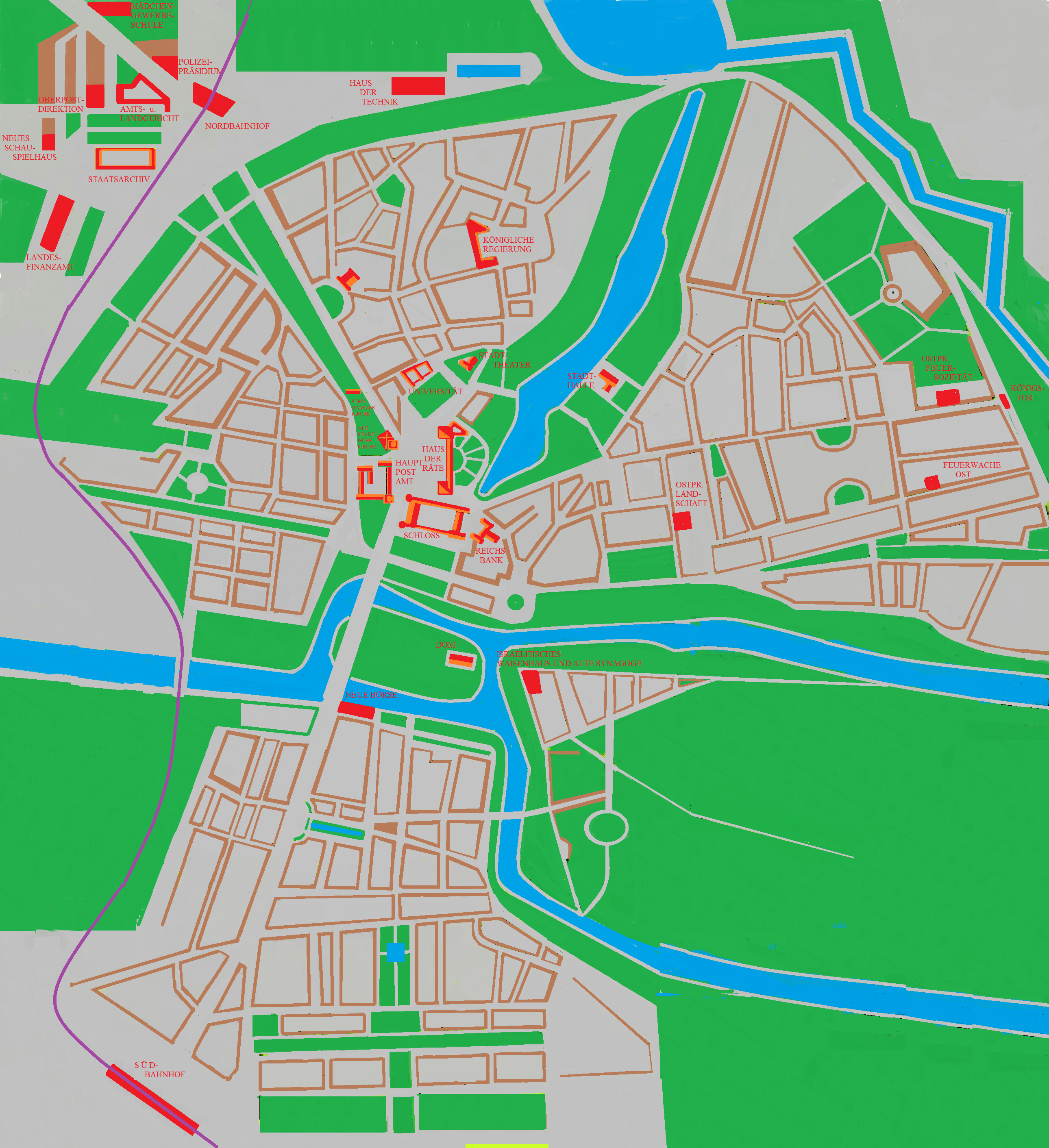
Wiederaufbauplan der Königsberger Altstadt, Entwurf Nawalichin Maksimow 1949.

## Publikationen
- Markus Podehl: Architektura Kaliningrada. Wie aus Königsberg Kaliningrad wurde. Materialien zur Kunst, Kultur und Geschichte Ostmitteleuropas, Band 1. Hrsg. vom Herder-Institut für historische Ostmitteleuropaforschung – Institut der Leibniz-Gemeinschaft. Marburg 2012, 420 Seiten, 451 Abbildungen, eine Übersichtskarte. Verlag Herder-Institut, Marburg 2012.